# Карни (Мисури)
Карни (енгл. Kearney) град је у америчкој савезној држави Мисури.

## Демографија
По попису из 2010. године број становника је 8.381, што је 2.909 (53,2%) становника више него 2000. године.
| Група             | 2000.         | 2010.         |
| Белци             | 5.273 (96,4%) | 7.889 (94,1%) |
| Афроамериканци    | 22 (0,4%)     | 32 (0,4%)     |
| Азијати           | 14 (0,3%)     | 33 (0,4%)     |
| Хиспаноамериканци | 92 (1,7%)     | 274 (3,3%)    |
| Укупно            | 5.472         | 8.381         |